# Мото-гран-при Турции
Мото-гран-при Турции (англ. Turkish motorcycle Grand Prix) — это один из этапов соревнований чемпионата мира по шоссейно-кольцевым мотогонкам MotoGP. Он проходил на гоночной трассе «Истанбул Парк», которая находится в городе Стамбул, Турция.

## История
Впервые мото-гран-при Турции прошел в октябре 2005 года. Став предпоследним этапом в календаре MotoGP сезона 2005, заменив мото-гран-при Рио-де-Жанейро. В 2008 году этап был исключен из календаря MotoGP, из-за финансовых трудностей. Заменой этапа стал — Мото-гран-при Индианаполиса

## Победители гран-при
Согласно:

### Гонщики
| Кол-во | Мотогонщик     | Победы | Победы     |
| Кол-во | Мотогонщик     | Класс  | Годы       |
| ------ | -------------- | ------ | ---------- |
| 2      | Марко Меландри | MotoGP | 2005, 2006 |
| 2      | Кейси Стоунер  | MotoGP | 2007       |
| 2      | Кейси Стоунер  | 250 cc | 2005       |

### Команды
| Кол-во | Конструктор | Победы | Победы     |
| Кол-во | Конструктор | Класс  | Годы       |
| ------ | ----------- | ------ | ---------- |
| 5      | Honda       | MotoGP | 2005, 2006 |
| 5      | Honda       | 250 cc | 2006, 2007 |
| 5      | Honda       | 125 cc | 2005       |
| 3      | Aprilia     | 250 cc | 2005       |
| 3      | Aprilia     | 125 cc | 2006, 2007 |

### По годам
| Год  | Трасса        | 125cc         | 125cc       | 250cc            | 250cc       | MotoGP         | MotoGP      | Отчёт |
| Год  | Трасса        | Мотогонщик    | Конструктор | Мотогонщик       | Конструктор | Мотогонщик     | Конструктор | Отчёт |
| ---- | ------------- | ------------- | ----------- | ---------------- | ----------- | -------------- | ----------- | ----- |
| 2007 | Истанбул Парк | Симоне Корси  | Aprilia     | Андреа Довициозо | Honda       | Кейси Стоунер  | Ducati      | Отчёт |
| 2006 | Истанбул Парк | Эктор Фобель  | Aprilia     | Хироси Аояма     | Honda       | Марко Меландри | Honda       | Отчёт |
| 2005 | Истанбул Парк | Майк Ди Мельо | Honda       | Кейси Стоунер    | Aprilia     | Марко Меландри | Honda       | Отчёт |